# Ion-Oltea Toană
Ion-Oltea Toană (n. 28 august 1942) a fost un deputat român în legislatura 1990-1992, ales în județul Vâlcea pe listele partidului FSN.